# Луїс Ібаньєс
Луїс Ібаньєс (ісп. Luis Ibáñez, нар. 15 липня 1988, Буенос-Айрес) — аргентинський футболіст, лівий захисник клубу «Динамо» (Загреб).
Чотириразовий чемпіон Хорватії. Триразовий володар Кубка Хорватії.

## Ігрова кар'єра
Народився 15 липня 1988 року в місті Буенос-Айресі. Вихованець футбольної школи клубу «Бока Хуніорс». Дорослу футбольну кар'єру розпочав 2007 року в основній команді того ж клубу, в якій провів один сезон, взявши участь лише у 2 матчах чемпіонату. 
До складу клубу «Динамо» (Загреб) приєднався 2008 року. Наразі встиг відіграти за «динамівців» 95 матчів в національному чемпіонаті.

## Титули і досягнення
- Чемпіон Хорватії (5):

«Динамо» (Загреб):  2008–09, 2009–10, 2010–11, 2011–12, 2012–13
- Чемпіон Сербії (1):

«Црвена Звезда»:  2015–16
- Володар Кубка Хорватії (3):

«Динамо» (Загреб):  2008–09, 2010–11, 2011–12
- Володар Суперкубка Хорватії (2):

«Динамо» (Загреб):  2010, 2013